# كلورو ثنائي فلورو الميثان
كلورو ثنائي فلورو الميثان (يرمز له R-22 أو HCFC-22) هو مركب كيميائي من مركبات هيدروكلوروفلوروكربون (HCFC)، له الصيغة الكيميائية CHClF2، ويكون على شكل غاز عديم اللون.
كان هذا المركب يستخدم في السابق كمادة تثليج في أجهزة التكييف والتبريد، وكان له الاسم التجاري فريون-22.

## التحضير
يحضر المركب في الطور السائل من تفاعل رباعي كلورو الكربون أو الكلوروفورم مع حمض هيدروفلوريك بوجود عامل محفز من فلوريد رباعي كلوريد الأنتيموان الخماسي SbCl4F:
{\displaystyle \mathrm {CHCl_{3}+2\ HF\longrightarrow CHClF_{2}+2\ HCl} }

## الخواص
يكون المركب على شكل غاز عديم اللون والرائحة في الشروط القياسية من الضغط ودرجة الحرارة.
يعطي التحلل الحراري للمركب بوجود كلورو فلورو الميثان مركب سداسي فلورو البنزين.

## الاستخدامات
كان هذا المركب يستخدم في السابق كمادة تثليج في أجهزة التكييف والتبريد على نطاق واسع، وكان له الاسم التجاري فريون-22؛ إلا أن الحظر العام على إنتاج مركبات كلوروفلوروكربون حسب اتفاقية مونتريال أدى إلى إيقاف استخدام هذه المادة للتقليل من خطر نضوب الأوزون في العديد من الدول، إلا أنه لا زالت بعض الدول النامية تستخدم تطبيقات وأجهزة حاوية على المادة.
للمركب العديد من الاستخدامات في كيمياء الفلور العضوية؛ وذلك كمادة طليعية في إنتاج رباعي فلورو الإيثيلين. تحدث العملية عن طريق إجراء تحلل حراري للمركب ليعطي مركب ثنائي فلورو الكربين، والذي يحصل عليه تفاعل ديمرة:
{\displaystyle \mathrm {2\ CHClF_{2}\ {\xrightarrow {\Delta }}\ C_{2}F_{4}+2\ HCl} }

## اقرأ أيضاً
- كلوروفلوروكربون
- نضوب الأوزون
- اتفاقية مونتريال
- ثماني فلورو حلقي البوتان
- كلورو خماسي فلورو الإيثان
- برومو كلورو الميثان